# Nikolaus Revertera von Salandra
Nikolaus Graf Revertera von Salandra (ook wel Nikolaus Revertera-Salandra of Nikolaus Revertera y Salandra) (Sint-Petersburg 13 februari 1866 - Migliarino bij Pisa 22 mei 1951), was een Oostenrijk-Hongaars diplomaat die tijdens de Eerste Wereldoorlog met vertegenwoordigers van de Entente-mogendheden onderhandelde over vrede.

## Biografie

### Achtergrond en vroege carrière
Nikolaus Graf Revertera von Salandra werd op 13 februari 1866 in Sint-Petersburg (Rusland) geboren. Zijn vader, Friedrich Graf Revertera von Salandra (1827-1904) was namelijk de ambassadeur van de Donaumonarchie Oostenrijk-Hongarije in Rusland. Nikolaus Revertera-Salandra stamde uit een oude adellijke familie die oorspronkelijk uit Catalonië kwam maar zich later in het Koninkrijk der Beide Siciliën en veel later in Oostenrijk-Hongarije vestigde.
Nikolaus Revertera-Salandra trouwde in 1891 met Olympia Aldobrandini-Borghese en begon aan een diplomatieke carrière. In 1894 werd hij voor de partij van de grootgrondbezitters in de Landdag van Linz gekozen. Daarnaast was hij ook vertrouwelijk en raadgever van aartshertog Karel van Habsburg-Lotharingen, de latere keizer Karl I.

### Onderhandelaar inZwitserland
Nikolaus Revertera-Salandra werd na de troonsbestijging van Karl I eind 1916 benoemd tot k. u. k. legatieraad in Bern. De nieuwe keizer streefde een spoedige vrede na tussen de Centrale mogendheden en de Entente en Revertera-Salandra kreeg de speciale taak de contacten met vertegenwoordigers van de Entente in het neutrale Zwitserland uit te breiden om over een algemene vrede te praten. In opdracht van minister van Buitenlandse Zaken Ottokar Graf Czernin onderhandelde Revertera-Salandra van 7 tot 22 augustus 1917 en in februari 1918 met vertegenwoordiger van de Entente, comte Abel Armand, te Fribourg over vrede. Abel Armand, majoor bij de Franse inlichtingendienst had tot taak Oostenrijk-Hongarije uit het bondgenootschap met Duitsland los te weken in ruil voor grote stukken Duitsland (Duits-Polen, Silezië en Beieren). Oostenrijk-Hongarije zou echter afstand moeten doen van haar Italiaanse gebieden. Onder leiderschap van het Huis Habsburg zou er een Donauconfederatie (Confédération Danubienne) tot stand komen. Overigens is het de vraag of majoor Armand namens de Franse regering sprak, of min of meer op eigen houtje handelde.
Revertera bezat echter geen uitgebreide bevoegdheden en stelde bovendien dat Oostenrijk-Hongarije niet naar een afzonderlijke vrede streefde, maar naar een algehele vrede. Met andere woorden, op den duur moesten ook Duitsland, het Osmaanse Rijk en Bulgarije betrokken worden bij de onderhandelingen. De Entente, en dan met name Frankrijk, voelden daar niets voor, omdat Duitsland mogelijk vast zou houden aan Elzas-Lotharingen.
Na het uitlekken van de zogenaamde "Sixtus-affaire," de rechtstreekse geheime onderhandelingen tussen keizer Karl I en de Franse regering - met als tussenpersoon prins Sixtus van Bourbon-Parma (zwager van de keizer en Belgisch officier), naamgever van de affaire - in april 1918, waarbij de keizer de Franse aanspraken op Elzas-Lotharingen rechtvaardig vond en haar ten volle zou ondersteunen, werden de Revertera-Armand-gesprekken in Zwitserland abrupt afgebroken. Ondanks dit ernstige incident bleven Oostenrijk-Hongarije en de Entente tot het einde van de oorlog met elkaar in gesprek.
Als gevolg van de affaire moest Revertera-Salandra Zwitserland verlaten en vestigde zich in Oostenrijk. Na de Eerste Wereldoorlog nam hij ontslag uit de staatsdienst en volgde de keizer in ballingschap. In 1919 vertleende de keizer hem de Orde van het Gulden Vlies, de hoogste Habsburgse onderscheiding.
Nikolaus Graf Revertera von Salandra overleed op 22 mei 1951, op 85-jarige leeftijd, te Migliarino, nabij Pisa in Italië.

## Verwijzingen
1. ↑  De keizer streefde niet, zoals weleens wordt gedacht, naar een afzonderlijke vrede tussen de Donaumonarchie en de Entente
2. ↑  Al vanaf het begin van de oorlog onderhielden Oostenrijk-Hongarije en de Entente diplomatieke contacten
3. ↑  Revertera-Salandra loosde prins Sixtus met behulp van een vals paspoort via Zwitserland naar Oostenrijk-Honagrije
4. ↑  http://temporati.de/?topic=Pisa&page=2